# 롤링 엑스 트레인
롤링 엑스 트레인(Rolling X Train)은 대한민국 경기도 용인시 처인구 포곡읍 전대리에 위치한 에버랜드에 있는 철제 롤러코스터 어트랙션이다. 대한민국의 360° 회전 열차로 2번의 360° 회전과 2번의 콕스크류 트랙을 가지고 있으며 에버랜드의 아메리칸 어드벤쳐 내에 있는 락스빌에 위치해 있다. 개장 당시의 명칭은 환상특급이었으나, 주변에 락스빌이 조성되면서 2004년 2월에 현재의 이름으로 바뀌었다.